# Galceran Albanell
|  | Aquest article tracta sobre el canonge i membre de la Generalitat. Vegeu-ne altres significats a «Galceran Albanell i Durall». |

Galceran Albanell fou canonge de la catedral de Vic així com canonge i vicari de la de Girona. Durant el període presidit per Joan de Peralta al capdavant de la Diputació del General de Catalunya fou oïdor de comptes pel braç eclesiàstic. Va testimoniar la primera insaculació que escolliria els membres de la diputació següent el 22 de juliol de 1494, Santa Magdalena, diada que esdevindria tradicional per a la celebració d'aquest acte.